# Thanks 4 The Wait
《Thanks 4 The Wait》은 듀오 슈프림팀이 2013년 3월 19일에 아메바컬쳐의 《NOWorkend》 프로젝트의 일환으로 발매한 디지털 싱글 음반이다. Spin Off 발매 이후 2년여 간의 공백기를 거친 슈프림팀이 발매한 이 음반에는 두 곡이 수록되어 있으며, 레이블 아메바컬쳐가 주도하여 매주마다 신곡을 발표하는 프로젝트인 《NOWorkend》의 네 번째 작업물이다. 타이틀 곡은 〈그대로 있어도 돼〉이며, 크러쉬가 피쳐링으로 참여하였다. 또 다른 수록곡은 〈이릿〉이다.

## 배경
2010년 정규 1집 리패키지 음반인 Spin Off의 발매 이후 솔로 활동을 준비하던 슈프림팀은 이센스가 대마초 흡입으로 물의를 빚으면서 팀으로서는 잠정적으로 활동이 중단되었다. 그 도중에는 사이먼 도미닉이 지속적인 활동을 펼치고 솔로 1집을 발매하기도 했다.
2013년에 다이나믹 듀오가 이끄는 레이블 아메바 컬쳐의 활동이 탄력을 받으면서 슈프림팀의 복귀도 큰 기대를 모았다. 실제로 3월 15일에는 트랙 제목과 구체적인 복귀 계획이 보도되었고, 3월 16일, 17일 양일간 열린 《2013 아메바후드 콘서트》에서 신곡 두 곡 모두 공개하면서 본격적인 복귀를 알렸다. 슈프림팀은 3월 19일 뮤직비디오 공개와 함께 디지털 싱글 《Thanks 4 The Wait》을 발매하였다.

## 수록곡
| #            | 제목                               | 작사                  | 작곡                  | 편곡 | 재생 시간 |
| ------------ | ---------------------------------- | --------------------- | --------------------- | ---- | --------- |
| 1.           | 〈그대로 있어도 돼〉 (Feat. Crush) | 이센스, 사이먼 도미닉 | 사이먼 도미닉, 크러쉬 | 3:47 |           |
| 2.           | 〈이릿〉                           | 이센스, 사이먼 도미닉 | T.K., 사이먼 도미닉   | 4:04 |           |
| 총 재생 시간 | 총 재생 시간                       | 총 재생 시간          | 총 재생 시간          | 7:51 |           |